# Strażnica WOP Chyżne
Strażnica w Chyżnem:
1. podstawowy pododdział graniczny Wojsk Ochrony Pogranicza pełniący służbę ochronną na granicy polsko-czechosłowackiej.
2. graniczna jednostka organizacyjna polskiej straży granicznej realizująca zadania bezpośrednio w ochronie granicy państwowej.

## Formowanie i zmiany organizacyjne
Strażnica została sformowana w 1945 w strukturze 42 komendy odcinka jako 191 strażnica WOP (Chyżne) o stanie 56 żołnierzy. Kierownictwo strażnicy stanowili: komendant strażnicy, zastępca komendanta do spraw polityczno-wychowawczych i zastępca do spraw zwiadu. Strażnica składała się z dwóch drużyn strzeleckich, drużyny fizylierów, drużyny łączności i gospodarczej. Etat przewidywał także instruktora do tresury psów służbowych oraz instruktora sanitarnego.
W związku z reorganizacją oddziałów WOP w 1948, strażnica podporządkowana została dowódcy 55 batalionu OP.
Od 15 marca 1954 wprowadzono nową numerację strażnic, a strażnica WOP Chyżne I kategorii otrzymała nr 196. 
W 1956 rozpoczęto numerowanie strażnic na poziomie brygady. Strażnica I kategorii Chyżne była 10. w 3 Brygadzie Wojsk Ochrony Pogranicza.
W 1963 przeniesiono strażnicę III kategorii Chyżne do kategorii IV.
Po rozwiązaniu w 1991 Wojsk Ochrony Pogranicza, strażnica Chyżne weszła w podporządkowanie Karpackiego Oddziału Straży Granicznej.

## Ochrona granicy
W 1960 12 strażnica WOP Chyżne III kategorii ochraniała odcinek granicy państwowej o długości 21 885 m od znaku granicznego (wł.) III/14 do zn. gr. III/42 (wył.).
Strażnice sąsiednie:
- 190 strażnica WOP Chochołów ⇔ 192 strażnica WOP Winiarczykówka – 1946
- strażnica WOP Podczerwone ⇔ strażnica WOP Lipnica Wielka – 1957

## Dowódcy strażnicy
- ppor. Kazimierz Zapolski (?-1952)
- chor. Henryk Wróbel (1952-?)